# Dactylochelifer kerzhneri
Espèce
Dactylochelifer kerzhneri est une espèce de pseudoscorpions de la famille des Cheliferidae.

## Distribution
Cette espèce est endémique de Mongolie. Elle se rencontre dans l'aïmag de Khentii vers Galschar.

## Description
Le mâle holotype mesure 2,2 mm et la femelle paratype 2,5 mm.

## Étymologie
Cette espèce est nommée en l'honneur d'Izyaslav Moiseyevich Kerzhner.

## Publication originale
- Beier, 1973 : Pseudoscorpione aus der Mongolei. Annalen des Naturhistorischen Museums in Wien, vol. 77, p. 167-172 (texte intégral).